# 2. Garde-Kavallerie-Brigade (Deutsches Kaiserreich)
Die 2. Garde-Kavallerie-Brigade war ein  Großverband der Preußischen Armee.

## Geschichte
Die 2. Garde-Kavallerie-Brigade wurde im Juli 1816 in Berlin errichtet und unterstand von 1820 bis 1914 dem Gardekorps in Berlin, dem sämtliche Gardetruppenteile der preußischen Armee angehörten. Bis zum 6. Juni 1916 war sie Teil der Garde-Kavallerie-Division. Von diesem Zeitpunkt ab operierte der Verband selbstständig.
Mit Kriegsbeginn 1914 war das Höhere Kavallerie-Kommando die zentrale Kommandostelle für sämtlich Kavallerie-Verbände.
Der Standort der Brigade wurde 1866 von Berlin nach Potsdam verlegt.

### Untergeordnete Einheiten 1820–1914

#### 1820–1821
- Garde-Dragoner-Regiment
- Garde-Ulanen-Regiment

#### 1823–1825
- Garde-Kürassier-Regiment
- Garde-Dragoner Regiment
- 2. Garde-Landwehr-Kavallerie-Regiment

#### 1826–1851
- Garde-Kürassier-Regiment
- Garde-Dragoner Regiment
- 2. Garde-Ulanen-(Landwehr-)Regiment

#### 1852–1859
- Garde-Kürassier-Regiment
- Garde-Dragoner-Regiment
- 2. Garde-Ulanen-Regiment
- 2. Garde-Landwehr-Kavallerie-Regiment

#### 1860–1866
- 1. Garde-Dragoner-Regiment Königin von England
- 2. Garde Dragoner-Regiment
- 2. Garde-Ulanen-Regiment
- 2. Garde-Landwehr-Kavallerie-Regiment

#### 1867
- Garde-Husaren-Regiment[1]
- Garde-Ulanen-Regiment Nr.1
- Garde-Ulanen-Regiment Nr.3
- 2. Garde-Landwehr-Kavallerie-Regiment

#### 1868–1890
- Garde-Husaren-Regiment
- Garde-Ulanen-Regiment Nr.1
- Garde-Ulanen-Regiment Nr.3

#### 1890–1914
- Garde-Ulanen-Regiment Nr.1
- Garde-Ulanen-Regiment Nr.3

Während des Ersten Weltkrieges waren der Brigade die beiden Garde-Ulanen-Regimenter Nr. 1 und Nr. 2 unterstellt.

### Brigadekommandeure
| Name                                        | Datum                          |
| ------------------------------------------- | ------------------------------ |
| Heinrich Ludwig Georg von Knobelsdorff      | 22. Dezember 1816              |
| Prinz Friedrich von Preußen                 | 1818                           |
| August Ludwig Friedrich von Nostitz-Rieneck | 22. Oktober 1821               |
| August von Krafft                           | 24. September 1830             |
| Prinz Albrecht von Preußen                  |                                |
| Franz von Waldersee                         | 25. März 1841                  |
| Wilhelm Finck von Finckenstein              | 14. Dezember 1848              |
| Gustav Adolf von Schlemüller                | 22. September 1851             |
| Eduard von Oriola                           | 2. April 1857                  |
| Ferdinand Synold von Schüz                  | 14. Juni 1859                  |
| Karl von Griesheim                          | 19. November 1859              |
| Karl von Rheinbaben                         | 29. Januar 1863                |
| Prinz Albrecht von Preußen                  | 30. Oktober 1866               |
| Friedrich Wilhelm zu Hohenlohe-Ingelfingen  | 23. Mai 1871                   |
| Bernhard von Drigalski                      | 12. Juli 1873                  |
| Adolf von Brozowski                         | 29. April 1879                 |
| Maximilian von Versen                       | 13. März 1886                  |
| Karl von Wedel                              | 18. April 1888                 |
| Ernst von der Planitz                       | 14. Juni 1888                  |
| Fedor von Kleist                            | 23. Dezember 1889              |
| Gottfried Rabe von Pappenheim               | 20. Mai 1893                   |
| Friedrich Rabod von Schele                  | 1. Juni 1896                   |
| Dedo von Krosigk                            | 10. Juni 1899                  |
| Ernst von Natzmer                           | 16. Februar 1900               |
| Bogislav von Heyden-Linden                  | 14. Juni 1904                  |
| Gustav von Berg                             | 16. Oktober 1906               |
| Manfred von Richthofen                      | 21. März 1908                  |
| Thilo von Rothkirch und Trach               | 18. Februar 1913               |
| Otto von Arnim                              | 2. November 1914               |
| Hans von Tschirschky und Bögendorff         | 11. März 1918                  |
| Otto von Arnim                              | 20. Januar 1919 – 26. Mai 1919 |

### Kampfhandlungen, Gefechte und Schlachten

#### 1914  an derWestfront
- 04. bis 13. August – Grenzschutz- und Aufklärungskämpfe vor der Heeresfront an der belgisch-luxemburgischen Grenze
- 14. bis 20. August – Gewaltsame Erkundung der feindlichen Stellungen bei Dinant
- 23. bis 24. August – Schlacht bei Namur
- 29. bis 30. August – Schlacht bei St. Quentin (1914)
- 06. bis 9. September – Schlacht am Petit Morin
- 12. bis 16. September – St. Erme, Juvincourt, La Ville-aux-Bois, Prouvais
- 13. bis 22. September – Kämpfe an der Aisne
- 01. bis 13. Oktober – Schlacht bei Arras
- 09. Oktober – Erzwingung des Übergangs über den Kanal von La Bassée bei Don
- 11. Oktober – Erstürmung von La Bassée
- 13. Einnahme von Givenchy
- 13. Oktober bis 8. November – Stellungskämpfe in Flandern und Artois
  - 15. bis 28. Oktober – Schlacht bei Lille
  - 30. Oktober bis 8. November – Schlacht bei Ypern
- 09. bis 30. November – Schlacht an der Yser
- ab 1. Dezember – Stellungskämpfe an der Yser

#### 1915 bis zum 26. Juni an der Westfront, ab dem 16. Juli an derOstfront
- bis 21. April – Stellungskämpfe an der Yser
- 22. April bis 25. Mai – Kämpfe um Ypern
- 26. Mai bis 26. Juni – Stellungskämpfe an der Yser
- 02. bis 15. Juli – Transport nach dem Osten
- 16. bis 18. Juli – Durchbruchsschlacht von Krasnostaw
- 19. bis 28. Juli – Kämpfe im Anschluss an die Durchbruchsschlacht von Krasnostaw
- 29. bis 30. Juli – Durchbruchsschlacht von Biskupice
- 31. Juli bis 19. August – Verfolgungskämpfe vom Wieprz bis zum Bug
- 19. bis 28. August – Heeresgruppen-Reserve
- 29. bis 30. August – Gefecht bei Kobryn
- 31. August bis 15. September – Heeresgruppen-Reserve
- 19. bis 24. September – Kämpfe an der oberen Schtschara-Serwetsch
- 25. September bis 3. Oktober – Stellungskämpfe an der oberen Schtschara-Serwetsch
- ab 1. Oktober – Stellungskampf in den Pripjetsümpfen

#### 1916 Ostfront
- Stellungskampf in den Pripjetsümpfen

#### 1917 Ostfront
- bis 1. Dezember – Stellungskampf in den Pripjet-Sümpfen
- 02. bis 17. Dezember – Waffenruhe
- ab 17. Dezember – Waffenstillstand

#### 1918 Ostfront
- bis 11. Februar – Waffenstillstand
- 11. Februar bis 2. März – Reserve der Heeresgruppe Linsingen
- 03. bis 15. März – Okkupation großrussischen Gebietes
- 12. bis 15. März – Transport aus dem Osten nach Zossen, Umbildung zur Garde-Kavallerie-Schützen-Division